# San Francisco 49ers 2002
La stagione 2002 dei San Francisco 49ers è stata la 53ª della franchigia nella National Football League. Nella prima stagione dopo il realinneamento delle division a causa dell'ingresso nella lega degli Houston Texans, i Niners vinsero la rinnovata NFC West con un record di 10-6. Nei playoff si trovarono in svantaggio coi New York Giants per 38–14 ma finirono col segnare 25 punti consecutivi e a sopravvivere a un caotico tentativo di field goal dell'ultimo secondo dei Giants. Fu la ventiseiesima vittoria nei playoff della storia della franchigia. La squadra fu eliminata la stagione successiva dai Tampa Bay Buccaneers futuri vincitori del Super Bowl. Il capo-allenatore Steve Mariucci fu licenziato a causa di una lotta di potere col proprietario John York e il nuovo general manager Terry Donahue. I Niners non avrebbero più avuto una stagione con un record positivo fino al 2011.

## Partite

### Stagione regolare
| Turno | Data               | Avversario            | Risultato          | Record             | Ora TV             | Pubblico           |
| ----- | ------------------ | --------------------- | ------------------ | ------------------ | ------------------ | ------------------ |
| 1     | 5/9/2002 (Giov.)   | at New York Giants    | V 16–13            | 1–0                | ESPN 8:30et        | 78,748             |
| 2     | 15/9/2002          | Denver Broncos        | S 14–24            | 1–1                | CBS 4:15et         | 67,685             |
| 3     | 22/9/2002          | Washington Redskins   | V 20–10            | 2–1                | FOX 4:15et         | 67,541             |
| 4     | Settimana di pausa | Settimana di pausa    | Settimana di pausa | Settimana di pausa | Settimana di pausa | Settimana di pausa |
| 5     | 6/10/2002          | St. Louis Rams        | V 37–13            | 3–1                | FOX 4:15et         | 67,853             |
| 6     | 14/10/2002 (Lun.)  | at Seattle Seahawks   | V 28–21            | 4–1                | ABC 9:00et         | 66,420             |
| 7     | 20/10/2002         | at New Orleans Saints | S 27–35            | 4–2                | FOX 1:00et         | 67,903             |
| 8     | 27/10/2002         | Arizona Cardinals     | V 38–28            | 5–2                | FOX 4:15et         | 67,173             |
| 9     | 3/11/2002          | at Oakland Raiders    | V 23–20 (DTS)      | 6–2                | FOX 4:15et         | 62,660             |
| 10    | 10/11/2002         | Kansas City Chiefs    | V 17–13            | 7–2                | CBS 4:15et         | 67,881             |
| 11    | 17/11/2002         | at San Diego Chargers | S 17–20 (DTS)      | 7–3                | FOX 4:15et         | 67,161             |
| 12    | 25/11/2002 (Lun.)  | Philadelphia Eagles   | S 17–38            | 7–4                | ABC 9:00et         | 67,919             |
| 13    | 1/12/2002          | Seattle Seahawks      | V 31–24            | 8–4                | FOX 4:15et         | 67,594             |
| 14    | 8/12/2002          | at Dallas Cowboys     | V 31–27            | 9–4                | FOX 1:00et         | 64,097             |
| 15    | 15/12/2002         | Green Bay Packers     | S 14–20            | 9–5                | FOX 4:15et         | 67,947             |
| 16    | 21/12/2002 (Sab.)  | at Arizona Cardinals  | V 17–14            | 10–5               | FOX 4:15et         | 44,051             |
| 17    | 30/12/2002 (Lun.)  | at St. Louis Rams     | S 31–20            | 10–6               | ABC 9:00et         | 66,118             |

### Playoff
| Turno      | Data      | Avversario             | Risultato | Record | Pubblico |
| ---------- | --------- | ---------------------- | --------- | ------ | -------- |
| Wild card  | 5-1/2003  | at New York Giants     | V 39-38   | 11-6   | 66.318   |
| Divisional | 12/1/2003 | @ Tampa Bay Buccaneers | S 6-31    | 11-7   | 67,685   |